# Tranvía de Atlanta
El Tranvía de Atlanta  o Atlanta Streetcar es un sistema de tranvía que abastece al área metropolitana de Atlanta, Georgia. Inaugurado el 30 de diciembre de 2014, actualmente el Tranvía de Atlanta cuenta con 1 línea y 12 estaciones.

## Administración
El Tranvía de Atlanta es administrado por la Ciudad de Atlanta.